# Фишер, Абрахам
Абрахам Фишер (африк. Abraham Fischer; 1850—1913) — южноафриканский политический и государственный деятель, первый и единственный премьер-министр Колонии Оранжевой реки (1907—1910).

## Биография
Абрахам Фишер принадлежал к влиятельной семье, верхушке африканерского общества. Его предки приехали в Южную Африку ещё в XVIII веке.
Выпускник Южно-Африканского колледжа, работал адвокатом в Капской колонии. Занялся политикой, в 1878 году стал членом партии Volksraad Оранжевой республики. В 1893 стал заместителем председателя партии, в 1896 году — членом исполнительного совета Volksraad, принимал участие во многих колониальных и межгосударственных конференциях. Во время англо-бурской войны 1899—1902 годов возглавлял совместную депутацию от Трансвааля и Оранжевого Свободного государства в страны Европы и Америки, для поддержки борьбы буров.
Участвовал в создании в мае 1906 политической партии Oranje Unie party и стал её председателем; его партия получила большинство мест на первых выборах проведенных в Колонии Оранжевой реки в ноябре 1907 года.
27 ноября 1907 Абрахам Фишер стал премьер-министром и оставался им до 31 мая 1910 г., когда колония была включена в Южно-Африканский Союз как провинция Оранжевое Свободное государство, после чего занял пост министра земель в кабинете Южно-Африканского Союза.
В 1911 был назначен тайным советником и в 1912 — министром внутренних дел и земель ЮАС.
Его внук — Брам Фишер, южноафриканский юрист, общественный деятель, борец с апартеидом, правозащитник Южной Африки, лауреат Международной Ленинской премии «За укрепление мира между народами» (1967).